# 京浜盃
京浜盃（けいひんはい）は、大井競馬場で行われる地方競馬の重賞競走（ダートグレード競走、JpnII）である。正式名称は「京急電鉄賞 京浜盃」。

優勝杯を提供する京浜急行電鉄の2008年（平成20年）までの対外通称『京浜急行』および1987年（昭和62年）までの略称『京浜』から冠名を取っている。京浜急行電鉄は、横浜市西区（2019年までは東京都港区）に本社を置き、大井競馬場最寄りの立会川駅を通る京急本線を運営する大手私鉄である。
副賞は、日本中央競馬会理事長賞、日本馬主協会連合会長奨励賞、日本地方競馬馬主振興協会会長賞、地方競馬全国協会理事長賞、東京都馬主会理事長賞、特別区競馬組合管理者賞（2025年）。

## 概要
1978年に南関東公営競馬のサラブレッド系旧4歳馬（馬齢は当時の旧表記）による競走として創設。南関東三冠競走の前哨戦として位置付けられることになった。それまでは南関東所属のサラブレッド3歳限定の準重賞競走「ユースカップ」として施行された。2023年まで格付けはSIIであった。
毎年3歳牡馬の有力馬が多く参戦し、2023年までは羽田盃のみならず、その年の南関東三冠（羽田盃・東京ダービー・ジャパンダートダービー）を占う上で最も重要な競走の一つであった。
2011年では3月31日に施行予定が、東北地方太平洋沖地震の影響により開催中止になったため、4月18日に順延施行。「東日本大震災復興支援競走」として施行された。
2018年は、「京急創立120周年賞 京浜盃」として施行。
2024年から三冠体系が改められ、前年まで南関東限定戦だった羽田盃と東京ダービーがJpnIのダートグレード競走となりジャパンダートダービーから改称しかつ施行時期を秋に移したジャパンダートクラシックとともにダート三冠となり、本競走もJpnIIのダートグレード競走に衣替えし、本競走で5着以内に入ったJRA所属馬の上位2頭、及び地方所属馬の上位各2頭に羽田盃への優先出走権が付与されることとなった。

### 条件・賞金等

#### 2025年
出典：
出走資格
- サラブレッド系3歳、中央・地方選定馬。
  - 中央所属馬の出走枠は3頭。
  - 前年のサンライズカップの優勝馬とJBC2歳優駿の地方最先着馬[7]は、雲取賞または京浜盃のいずれかの選定においてその成績が重視される（優先出走権ではない）。

負担重量
- 定量。56kg、牝馬54kg（南半球産2kg減）。

賞金額
1着3000万円、2着1050万円、3着600万円、4着300万円、5着150万円、着外手当23万円
優先出走権付与
- 地方馬は上位2頭、中央馬は5着以内の上位2頭に羽田盃の優先出走権が付与される(騸馬除く)。

## 歴代優勝馬
全て大井競馬場ダートコースで施行。
| 回数            | 施行日                 | 距離                         | 優勝馬                       | 性齢                         | 所属                         | タイム                       | 優勝騎手                     | 管理調教師                   | 馬主                                 |
| --------------- | ---------------------- | ---------------------------- | ---------------------------- | ---------------------------- | ---------------------------- | ---------------------------- | ---------------------------- | ---------------------------- | ------------------------------------ |
| 第1回           | 1978年2月17日          | 1700m                        | ハツシバオー                 | 牡4                          | 大井                         | 1分46秒1                     | 宮浦正行                     | 大山末治                     | 佐久間有寿                           |
| 第2回           | 1979年2月23日          | 1700m                        | ダンシンプリンス             | 牡4                          | 船橋                         | 1分46秒7                     | 成田清輔                     | 出川己代造                   | 高橋金次                             |
| 第3回           | 1980年2月22日          | 1700m                        | タガワテツオー               | 牡4                          | 大井                         | 1分47秒1                     | 高橋三郎                     | 大塚三郎                     | 田川金作                             |
| 第4回           | 1981年3月2日           | 1700m                        | コーナンルビー               | 牡4                          | 大井                         | 1分45秒9                     | 堀千亜樹                     | 遠間波満行                   | 越路玄太                             |
| 第5回           | 1982年2月8日           | 1700m                        | ホスピタリテイ               | 牡4                          | 大井                         | 1分48秒0                     | 西川栄二                     | 朝倉文四郎                   | 渡辺泰子                             |
| 第6回           | 1983年2月7日           | 1700m                        | サンオーイ                   | 牡4                          | 大井                         | 1分47秒7                     | 高橋三郎                     | 秋谷元次                     | 酒巻仁五郎                           |
| 第7回           | 1984年2月2日           | 1700m                        | ステートジヤガー             | 牡4                          | 大井                         | 1分46秒3                     | 山口勲                       | 岡部猛                       | 安西茂人                             |
| 第8回           | 1985年2月27日          | 1700m                        | マルゼンアデイアル           | 牡4                          | 大井                         | 1分48秒4                     | 的場文男                     | 岡部猛                       | 早坂太吉                             |
| 第9回           | 1986年2月18日          | 1700m                        | ハナキオー                   | 牡4                          | 大井                         | 1分47秒3                     | 堀千亜樹                     | 武森辰己                     | 笹井忠一                             |
| 第10回          | 1987年3月9日           | 1700m                        | クリノロイヤル               | 牡4                          | 大井                         | 1分47秒7                     | 石崎隆之                     | 栗田武                       | 寺田武治                             |
| 第11回          | 1988年2月3日           | 1700m                        | ナスノダンデー               | 牡4                          | 大井                         | 1分50秒0                     | 宮浦正行                     | 福島酉次                     | 久保タネ                             |
| 第12回          | 1989年2月8日           | 1700m                        | ロジータ                     | 牝4                          | 川崎                         | 1分50秒5                     | 野崎武司                     | 福島幸三郎                   | 加藤富保                             |
| 第13回          | 1990年2月6日           | 1700m                        | アウトランセイコー           | 牡4                          | 浦和                         | 1分49秒0                     | 高橋三郎                     | 廣瀬龍夫                     | 山口克己                             |
| 第14回          | 1991年2月5日           | 1700m                        | アーバントップ               | 牡4                          | 船橋                         | 1分49秒4                     | 田部和廣                     | 及川六郎                     | 足立康則                             |
| 第15回          | 1992年2月5日           | 1700m                        | カシワズプリンセス           | 牝4                          | 川崎                         | 1分48秒1                     | 高橋三郎                     | 高橋正豪                     | 柏木善治郎                           |
| 第16回          | 1993年2月4日           | 1700m                        | ブルーファミリー             | 牡4                          | 大井                         | 1分48秒3                     | 的場文男                     | 栗田繁                       | 河本正男                             |
| 第17回          | 1994年2月3日           | 1700m                        | スペクタクル                 | 牡4                          | 船橋                         | 1分47秒2                     | 張田京                       | 濱月睦生                     | 北條傳三                             |
| 第18回          | 1995年2月9日           | 1700m                        | ジョージタイセイ             | 牡4                          | 大井                         | 1分48秒7                     | 藤村和生                     | 武森辰己                     | 齊藤哲重                             |
| 第19回          | 1996年2月19日          | 1700m                        | ナイキジャガー               | 牡4                          | 大井                         | 1分45秒4                     | 的場文男                     | 長沼正義                     | 小野誠治                             |
| 第20回          | 1997年2月12日          | 1700m                        | キャニオンロマン             | 牡4                          | 大井                         | 1分48秒2                     | 吉井竜一                     | 飯野貞次                     | 谷川弘一郎                           |
| 第21回          | 1998年2月23日          | 1700m                        | ゴールドヘッド               | 牡4                          | 大井                         | 1分47秒7                     | 的場文男                     | 蛯名末五郎                   | 中田和宏                             |
| 第22回          | 1999年2月11日          | 1700m                        | オリオンザサンクス           | 牡4                          | 大井                         | 1分48秒0                     | 早田秀治                     | 赤間清松                     | 日浦桂子                             |
| 第23回          | 2000年2月1日           | 1700m                        | アイアイアスリート           | 牡4                          | 大井                         | 1分48秒7                     | 脇本一幸                     | 中村健二                     | 勝山隆造                             |
| 第24回          | 2001年2月15日          | 1700m                        | トーシンブリザード           | 牡3                          | 船橋                         | 1分47秒4                     | 石崎隆之                     | 佐藤賢二                     | 稲垣博信                             |
| 第25回          | 2002年2月21日          | 1690m                        | ノムラリューオー             | 牡3                          | 船橋                         | 1分48秒4                     | 石崎隆之                     | 川勝歩                       | 野村昭夫                             |
| 第26回          | 2003年2月20日          | 1690m                        | ナイキアディライト           | 牡3                          | 船橋                         | 1分46秒6                     | 石崎隆之                     | 出川龍一                     | 小野スミ                             |
| 第27回          | 2004年3月3日           | 1700m                        | ベルモントストーム           | 牡3                          | 船橋                         | 1分47秒6                     | 石崎隆之                     | 出川克己                     | （有）ベルモントファーム             |
| 第28回          | 2005年3月23日          | 1700m                        | シーチャリオット             | 牡3                          | 船橋                         | 1分46秒0                     | 内田博幸                     | 川島正行                     | ダーレー・ジャパン・レーシング（有） |
| 第29回          | 2006年3月21日          | 1700m                        | サワライチバン               | 牡3                          | 船橋                         | 1分48秒2                     | 内田博幸                     | 佐藤賢二                     | 相川てる                             |
| 第30回          | 2007年3月28日          | 1700m                        | トップサバトン               | 牡3                          | 船橋                         | 1分46秒7                     | 御神本訓史                   | 柿本政男                     | 木谷ツヤ                             |
| 第31回          | 2008年3月26日          | 1700m                        | ディラクエ                   | 牡3                          | 川崎                         | 1分47秒7                     | 今野忠成                     | 内田勝義                     | 吉田照哉                             |
| 第32回          | 2009年3月25日          | 1700m                        | ナイキハイグレード           | 牡3                          | 船橋                         | 1分47秒9                     | 戸崎圭太                     | 川島正行                     | 小野誠治                             |
| 第33回          | 2010年3月18日          | 1700m                        | ジーエスライカー             | 牡3                          | 大井                         | 1分47秒6                     | 戸崎圭太                     | 栗田裕光                     | 佐藤由佳                             |
| 第34回 （中止） | 2011年3月31日 （予定） | 東日本大震災の影響により中止 | 東日本大震災の影響により中止 | 東日本大震災の影響により中止 | 東日本大震災の影響により中止 | 東日本大震災の影響により中止 | 東日本大震災の影響により中止 | 東日本大震災の影響により中止 | 東日本大震災の影響により中止         |
| 第34回 （代替） | 2011年4月18日          | 1700m                        | クラーベセクレタ             | 牝3                          | 船橋                         | 1分46秒5                     | 戸崎圭太                     | 川島正行                     | （有）サンデーレーシング             |
| 第35回          | 2012年3月28日          | 1700m                        | パンタレイ                   | 牡3                          | 川崎                         | 1分45秒9                     | 森泰斗                       | 林隆之                       | 伊達泰明                             |
| 第36回          | 2013年3月27日          | 1700m                        | ジェネラルグラント           | 牡3                          | 船橋                         | 1分47秒1                     | 石崎駿                       | 出川克己                     | （有）サンデーレーシング             |
| 第37回          | 2014年3月12日          | 1700m                        | ハッピースプリント           | 牡3                          | 大井                         | 1分47秒6                     | 吉原寛人                     | 森下淳平                     | （有）辻牧場                         |
| 第38回          | 2015年3月18日          | 1700m                        | オウマタイム                 | 牡3                          | 船橋                         | 1分46秒6                     | 左海誠二                     | 林正人                       | 山口裕介                             |
| 第39回          | 2016年3月16日          | 1700m                        | タービランス                 | 牡3                          | 浦和                         | 1分49秒3                     | 森泰斗                       | 水野貴史                     | 泉俊二                               |
| 第40回          | 2017年3月22日          | 1700m                        | ヒガシウィルウィン           | 牡3                          | 船橋                         | 1分48秒5                     | 森泰斗                       | 佐藤賢二                     | （株）MMC                            |
| 第41回          | 2018年3月28日          | 1700m                        | ヤマノファイト               | 牡3                          | 船橋                         | 1分47秒1                     | 本橋孝太                     | 矢野義幸                     | 山口明彦                             |
| 第42回          | 2019年3月20日          | 1700m                        | ステッペンウルフ             | 牡3                          | 船橋                         | 1分49秒0                     | 御神本訓史                   | 佐藤賢二                     | （有）新生ファーム                   |
| 第43回          | 2020年3月18日          | 1700m                        | ブラヴール                   | 牡3                          | 船橋                         | 1分48秒7                     | 本橋孝太                     | 佐藤賢二                     | 山口圭子                             |
| 第44回          | 2021年3月24日          | 1700m                        | チサット                     | 牡3                          | 大井                         | 1分46秒8                     | 笹川翼                       | 佐宗応和                     | 木谷ツヤ                             |
| 第45回          | 2022年3月30日          | 1700m                        | シャルフジン                 | 牡3                          | 船橋                         | 1分47秒1                     | 御神本訓史                   | 川島正一                     | 吉田勝己                             |
| 第46回          | 2023年3月29日          | 1700m                        | サベージ                     | 牡3                          | 大井                         | 1分45秒6                     | 石崎駿                       | 森下淳平                     | 山口裕介                             |
| 第47回          | 2024年3月20日          | 1700m                        | サントノーレ                 | 牡3                          | 大井                         | 1分48秒7                     | 服部茂史                     | 荒山勝徳                     | （株）ラ・メール                     |
| 第48回          | 2025年3月26日          | 1700m                        | ナチュラルライズ             | 牡3                          | JRA                          | 1分45秒5                     | 横山武史                     | 伊藤圭三                     | 吉岡寛行                             |

出典：南関東4競馬場公式「京浜盃競走優勝馬」https://www.nankankeiba.com/win_uma/47.do

## 京浜盃の記録
- 最多優勝騎手：石崎隆之（5勝）
- 最多優勝調教師：佐藤賢二（5勝）

第46回終了現在